# Maik Landsmann
Maik Landsmann (né le 25 octobre 1967 à Erfurt) est un coureur cycliste est-allemand. Spécialiste du contre-la-montre par équipes, il a été champion olympique de cette discipline lors des Jeux de 1988 à Séoul avec l'équipe de la RDA composée de Mario Kummer, Uwe Ampler et Jan Schur. Il a également été champion du monde en 1989 et vice-champion du monde l'année suivante. Contrairement à la plupart des champions est-allemand, Maik Landsmann n'a pas souhaité devenir professionnel et est resté amateur jusqu'à la fin de sa carrière en 1996.

## Palmarès
- 1986
  -  Champion d'Allemagne de l'Est du contre-la-montre par équipes
  - 2e du Tour de Tunisie
- 1988
  -  Champion olympique des 100 km contre-la-montre par équipes (avec Mario Kummer, Uwe Ampler et Jan Schur)
  - 3e du Tour des régions italiennes
- 1989
  -  Champion du monde du contre-la-montre par équipes (avec Falk Boden, Mario Kummer et Jan Schur)
  - 2e et 6e étapes du Tour d'Autriche
- 1990
  - 7e étape du Tour d'Autriche
  -  Médaillé d'argent du championnat du monde du contre-la-montre par équipes
- 1993
  - 10e étape du Tour d'Autriche

## Source
- (de) Cet article est partiellement ou en totalité issu de l’article de Wikipédia en allemand intitulé « Maik Landsmann » (voir la liste des auteurs).